# Joe Maca
Joe Maca (Brüsszel, Belgium, 1920. szeptember 28. – Massapequa, Amerikai Egyesült Államok, 1982. július 13.) belga születésű amerikai labdarúgó, hátvéd.

## Karrierje
Joseph Maca Belgiumban született 1920-ban. A második világháború előtt még itt kezdett el futballozni, első klubja a La Forestoise volt. A háború után az USA-ba költözött, itt öt évet töltött a Brooklyn Hispano nevű csapatban. 1949-ben, majd egy évvel később is bekerült a bajnokság álomcsapatába. Bár még csak néhány éve játszott Amerikában, és nem is volt amerikai állampolgár, a lazább szabályozásnak köszönhetően lehetősége nyílt arra, hogy az amerikai válogatottal részt vegyen az 1950-es világbajnokságon. A vb-n mindhárom meccsen játszott, Chile ellen pedig egy tizenegyesből gólt is szerzett.
1950-ben egy évre még visszatért Belgiumba, majd pályafutása befejezése után véglegesen letelepedett új hazájában, az Egyesült Államokban. Az állampolgárságot végül 1957-ben kapta meg.
1976-ban, csapattársaival együtt az amerikai labdarúgó-hírességek csarnoka tagja lett.